# Hrabětice
Hrabětice (en allemand : Grafendorf) est une commune du district de Znojmo, dans la région de Moravie-du-Sud, en République tchèque. Sa population s'élevait à 889 habitants en 2019.

## Géographie
Hrabětice se trouve à 4 km au sud de Hrušovany nad Jevišovkou, à 21 km au nord-nord-est de Znojmo, à 47 km au sud-sud-ouest de Brno et à 201 km au sud-est de Prague.
La commune est limitée par Hrušovany nad Jevišovkou au nord, par la Slovaquie à l'est et au sud-est, par Hevlín au sud, et par Šanov à l'ouest.

## Histoire
La première mention écrite de la localité date de 1417.